# Civitella di Romagna
Civitella di Romagna (romanyol nyelven Zivitèla) település Olaszországban, Emilia-Romagna régióban, Forlì-Cesena megyében. Lakosainak száma 3639 fő (2023. január 1.). Civitella di Romagna Cesena, Galeata, Meldola, Predappio, Santa Sofia és Sarsina községekkel határos.

## Népesség
A település lakossága az elmúlt években az alábbi módon változott:
| Lakosok száma | 3777 | 3758 | 3639 |
|               | 2017 | 2018 | 2023 |